# Медынь
Меды́нь — город в России, административный центр Медынского района Калужской области.
Образует городское поселение город Медынь.

## Этимология
Существует две версии относительно названия города:
1. Город назван по реке (совр. Медынка). Согласно лингвисту В. Н. Топорову, название реки является балтским по происхождению (ср. лит. medė «лес», medis «дерево», medynas «древостой») и принадлежит наследию балтского племени голядь, которое в летописях упоминается последний раз под 1147 годом.
2. В. Н. Топоров также в качестве народно-этимологического объяснения упоминает слово «мёд». На гербе города изображены 16 пчёл.

В 1776 г. Медынь была причислена к Калужскому наместничеству, и в 1777 г. по указу императрицы село Медынское Городище стало носить название Медыни и возведено на степень города. В герб городу дан был «золотой щит, насеянный золотыми пчелами, изъявляющий как обильство оных в окружности города, так и самое наименование его»— Малинин Д. И. Калуга. Опыт исторического путеводителя по Калуге и главнейшим центрам губернии
Герб городу был «дан» лишь в 1777 году, в то время как Медынь упоминается с конца XIV века, а существует с древнейших времён.

Гербъ данный сему городу состоитъ въ голубомъ щитѣ насѣянномъ множествомъ золотыхъ пчелъ, изъявляющихъ обильность ихъ в его окрестности.— Соймонов П. А. Топографическое опісание Калужскаго намъстничества
В течение нескольких веков город славился производством мёда.

## Физико-географическое положение
Расположена в северной части Калужской области, на реке Медынке (бассейн Оки), в 15 км от железнодорожной станции Мятлевская линии «Вязьма — Тула» и в ~62 км на северо-запад от областного центра — города Калуги.
Через город проходит федеральная автотрасса А130 «Москва — Рославль — граница с Белоруссией».
| С-З | Гагарин ~ 120 км                                                  | Можайск ~ 75 км Верея ~ 49 км                    | Москва ~ 140 км Подольск ~ 129 км Наро-Фоминск ~ 90 км  | С-В |
| З   | Вязьма ~ 142 км Смоленск ~ 310 км                                 | Роза ветров                                      | Малоярославец ~ 42 км Обнинск ~ 65 км Серпухов ~ 119 км | В   |
| Ю-З | Юхнов ~ 49 км · Рославль ~ 227 км · Бобруйск ( Беларусь) ~ 509 км | Кондрово ~ 21 км Козельск ~ 267 км Орёл ~ 267 км | Калуга ~ 62 км Алексин ~ 134 км Тула ~ 169 км           | Ю-В |

### Часовой пояс
Медынь, как и Калужская область, находится в часовой зоне МСК (московское время). Смещение применяемого времени относительно UTC составляет +3:00..

С 27 марта 2011 года Медынь, вместе со всей Россией, перешла на постоянное измерение времени по международному стандарту UTC, то есть было закреплено постоянное использование летнего времени.

## История

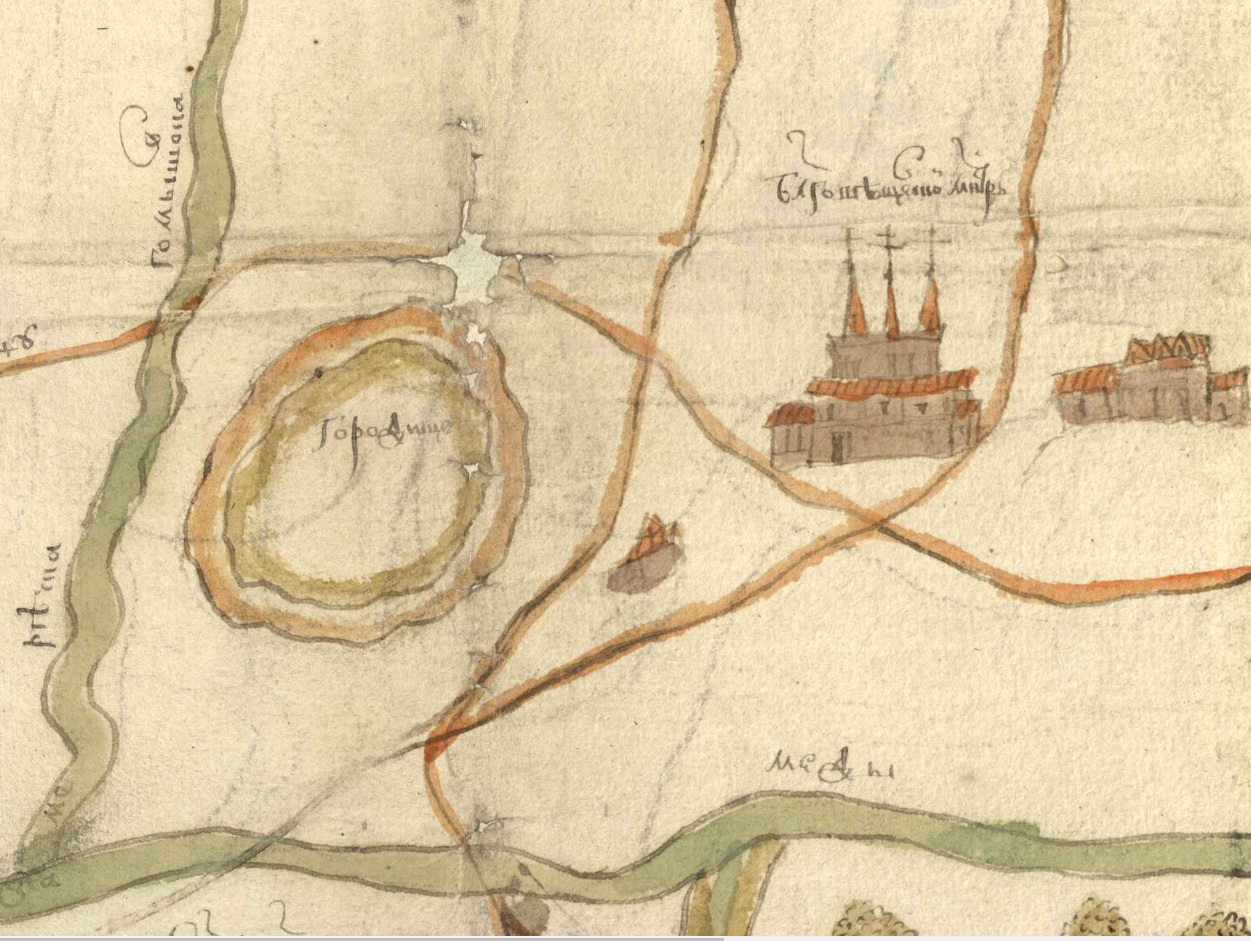
Медынское городище на карте XVII века.

Впервые упоминается в исторических документах, датированных 1386 годом. Тогда Медынь перешла от Смоленского княжества к Московскому стараниями боярина князя Дмитрия Донского — Фёдора Андреевича Свибла. В 1389 Дмитрий Донской по завещанию отдал её сыну, Андрею Можайскому в составе Можайского удела.
Князь можайский Иван Андреевич, внук Дмитрия Донского, обещал в 1448 году Медынь польскому королю Казимиру IV в обмен на помощь при восшествии на московский престол. В 1454 году Можайский удел был захвачен Василием II и Медынь вновь отошла к Московскому княжеству. Василий II Тёмный в 1462 году завещал её своему сыну Юрию Меньшому.
В 1472 стала собственностью великого князя Василия III, который в 1508 пожаловал село князю Михаилу Глинскому, по другим источникам — Ивану и Василию Глинским.
В 1480 году Иван III основал в Медыни Благовещенскую пустынь, в память о свержении татаро-монгольского ига.
В 1533 году великий князь Василий III перед смертью завещает Медынь своему младшему сыну Юрию Васильевичу, князю Углицкому.
В 1565 году Иван Грозный забрал Медынь в личное управление (опричнину).
В начале XVII века Медынь и Благовещенская пустынь подверглась разорению, а в конце перестала быть городом и перешла в разряд экономического села.
В 1603 году московский дворянин, воевода Ефим Бутурлин получил царский указ выступить с ратными людьми в Медынь для борьбы с шайками разбойников.
Летом 1610 года князь Дмитрий Иванович Шуйской из Можайска посылает к Медыни Ивана Еропкина и ратных людей царя Василия Ивановича на «воровских людей». Поход окончился освобождением Медыни.
В 1660 году восстановитель Благовещенской пустыни, старец Авраамий (по другим данным — основатель; он занимал в монастыре должность строителя с 1660 года по 1694 год, а опись 1678 года гласит, что пустынь была основана на месте «церкви на Медынском городище»), писал в послании царю Алексею Михайловичу о полной безлюдности Медыни — «Город Медынь… стоит пуст и жильцов в нём нет не единого человека». Тремя годами ранее в России закончилась эпидемия чумы. В 1676 году пустынь (Авраамий выстроил в ней церковь и две монашеские кельи), не владевшая землями, была приписана к Воскресенскому Новоиерусалимскому монастырю. После секуляризационной реформы 1764 года монастырь был оставлен за штатом и вскоре упразднен окончательно.
В 1680 году бывший город (городище) Медынск по указу Фёдора III Алексеевича передан во владение Новоиерусалимскому монастырю. По словам старожилов того времени, бывший город Медынск стоял на месте, именуемом Благовещенской пустынью (вероятные координаты: 54°58′20″ с. ш. 35°50′57″ в. д.).
В 1708 году приписана к Московской губернии, в 1719 году — осталась в составе Московской провинции.
В августе 1776 года императрица Екатерина II, реализуя областную реформу, повелела учредить вновь Калужскую губернию с 12 уездами, а калужским наместником назначила М. Н. Кречетникова. В январе 1777 года Калужское наместничество было открыто официально. При этом в 1777 году село Медынь (Медынское городище) было преобразовано в город Медынь (Медынскъ), который становится уездным городом Медынского уезда Калужского наместничества.

Медынь, при открытіи Калужскаго Намѣстничества, переимянованъ изъ села Медыни, состоящаго прежде въ вѣдомствѣ Казённой Палаты.— Соймонов П. А. Топографическое опісание Калужскаго намъстничества
В «Курсе родиноведения…» Александра Вусовича, издания 1886 года история Медыни описывается так:

Город выторгован боярином Фёдором Андреевичем от смоленских князей. Был уделом сына Дмитрия Донского Андрея, затем сына Василия Тёмного Юрия и наконец отдан князьям Глинским. При Иоанне Грозном отписан на опричину. С конца XVII века стал вотчиной монастыря Нового Иерусалима, под именем «село Медынское городище». Назван Медынью в 1777 г.
На основании «Грамоты на права и выгоды городам Российской империи» от 21 апреля 1785 года были учреждены сословные городские думы. Они стали органами городского сословного самоуправления. В Медыни — Медынская городская дума.
В 1796 году император Павел I упразднил наместничества, заменив обратно на губернии. Медынский уезд остался в Калужской губернии.
Во время Отечественной войны 1812 года под Медынью 13 (25) октября 1812 года казачьими отрядами Быхалова и Иловайского были остановлены и разбиты авангарды генерала Лефевра, которые по замыслу Юзефа Понятовского должны были прорваться на Калугу и Юхнов после Малоярославецкого сражения. Наполеон пытался отыскать «новую надёжную коммуникацию» через неразорённые районы. 18 октября 1812 года в Медынь прибыл главнокомандующий всеми русскими армиями и ополчениями князь М. И. Кутузов.
В 1845 году предприниматель из Петербурга Густав Гемелин, имевший в столице спичечное производство, был вынужден перенести его в провинцию. Он основал спичечную фабрику под Медынью, в селе Передел. Однако в 1849 году из-за правительственного распоряжения Гемелин закрыл производство. В 1860 году фабрика в Переделе была вновь запущена под управлением купца Лощагина. Гемелин в том же 1860 году основал вторую спичечную фабрику - уже в городе Медыни. В последующие годы в Медыни и Медынском уезде возникли новые спичечные фабрики.
В 1854 году медынский городской голова Рябцев на дороге в Верею, взамен обветшавшего деревянного креста, соорудил на свои средства обелиск в память одержанной под Медынью победе. В монументе находилась икона святых Карпа и Папилы, день памяти которых приходился на 13 (25) октября.
В 1860-е годы создано Медынское уездное земство и Медынская земская управа.
В 1862 году был учреждён Медынский городской общественный банк. В 1865 году в Медыни учреждена тюрьма.
В 1870 году, по городской реформе императора Александра II, городские думы сделались всесословными. Медынская городская дума состояла из 20 гласных.
В 1871 году на земские средства была заново отстроена Медынская больница.
В июле 1914 года Российская империя вступила в Первую мировую войну, началась мобилизация мужчин. В декабре 1914 года была объявлена уже четвёртая мобилизация. В 1915 году в Медынь из местечка Свислочь Волковысского уезда Гродненской губернии была эвакуирована Учительская мужская семинария. На том момент в ней обучалось 215 семинаристов. В Медыни семинария просуществовала до ноября 1918 года.
В 1915 году в Медыни была открыта женская четырёхклассная прогимназия.
19-20 февраля 1918 года в Медыни состоялся 1-й уездный съезд Советов, решивший не признавать никакие другие органы власти, кроме Советов народных комиссаров и Совета рабочих, солдатских и крестьянских депутатов на местах. Были приняты решения о социализации земли, фабрик и заводов, в каждой волости создать Красную гвардию, немедленно приступить к выполнению декрета о земле, ввести рабочий контроль на предприятиях, для финансирования учреждений обложить всех капиталистов налогами, учредить комиссариатство по народному образованию, открыть ремесленное, сельскохозяйственное и др. училища, устроить народные библиотеки. Съезд избрал Исполком: от крестьян тов. Логачев, Финогин, Молчанов, Отряхин-Ходарь, Ивашков, Голенев, Рябов, Беляков, от рабочих и солдат — тов. Крупкин, Орефьев, Холопов, Варской, Егоров, Иахов и Бирюков.

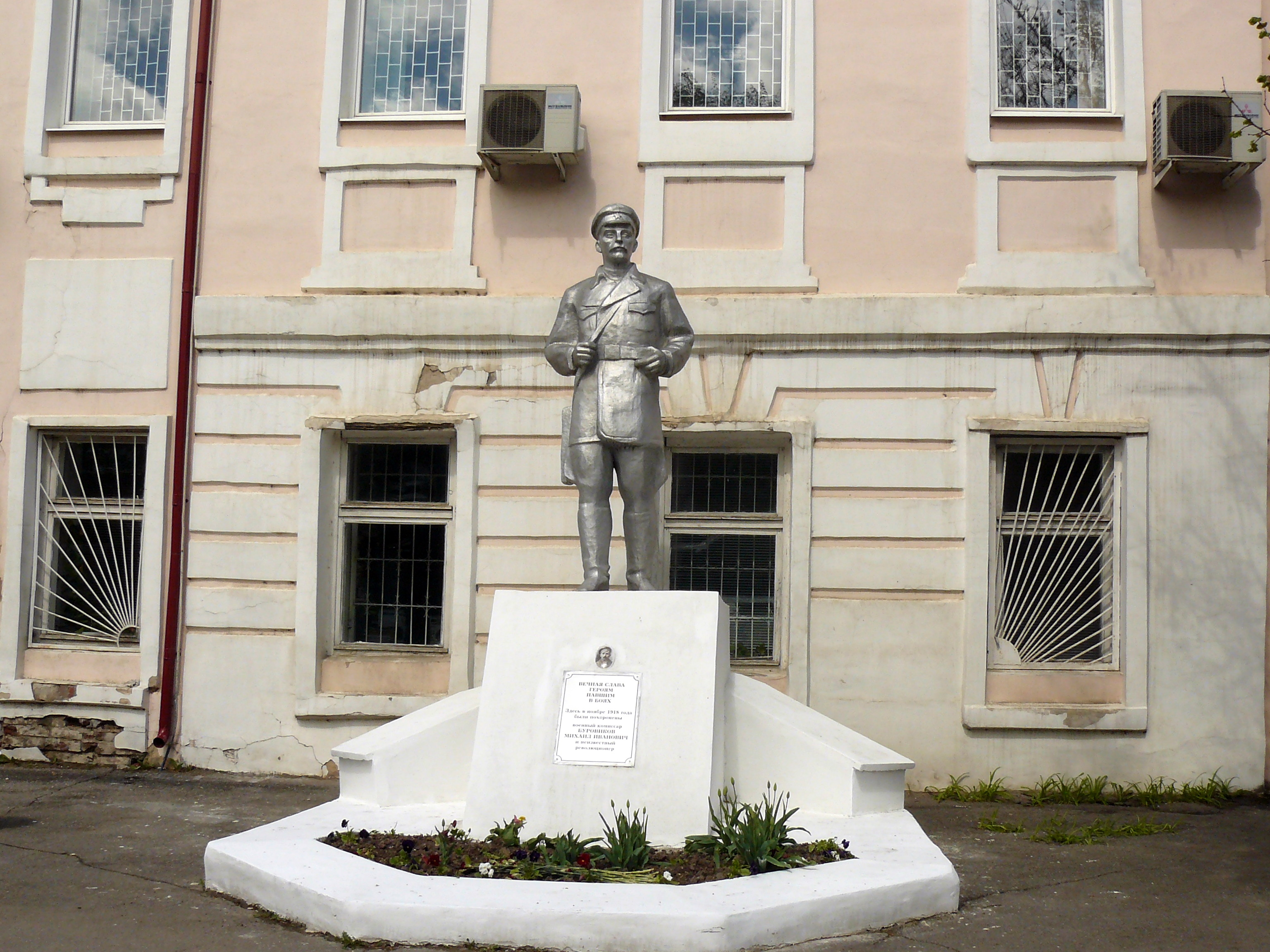
Памятник военному комиссару И. М. Буровикову на могиле у здания администрации.

В ноябре 1918 года Медынь стала очагом сопротивления неокрепшей советской власти силам реакции. В ходе кулацко-эсеровского мятежа, противники новой власти попытались захватить сконцентрированные в городе оружие и денежные средства. Однако, большевики оперативно предприняли все необходимые контрмеры, что впоследствии привело к подавлению мятежа с минимальными потерями со стороны победителей. В память о тех событиях в центре города установлен памятник. Под ним находится братская могила жертв мятежа.
11 февраля 1919 года спичечные фабрики Ф. А. Зимина «о всеми относящимися к ним предприятиями, отделениями, складами, конторами, капиталами и имуществами» перешли под руководство Химического Отдела ВСНХ РСФСР.
В 1920 году межведомственное совещание уездного отдела СНХ с представителями уездисполкома, коммунального отдела и Укома партии приняло решение открыть в Медыни типографию. Необходимые типографские машины, шрифты и прочие полиграфические материалы были изъяты со спичечных фабрик Зимина и Ведерникова, из Полотняно-Заводской типографии.
30 января 1923 года сформирован 243-й полк 81-й стрелковой дивизии, в августе получивший наименование Медынского стрелкового полка и дислоцированный в Медыни. В нём служил командиром батальона Р. Я. Малиновский, будущий Маршал Советского Союза. Полк дислоцировался в Медыни до 1931 года.
С 1929 года Медынь является центром Медынского района Вяземского округа Западной области.
28—31 января 1930 года было проведено раскулачивание «торговцев и лишенцев». В раскулачивании был задействован 243 (Медынский) стрелковый полк 81 (Калужской) стрелковой дивизии без ведома и разрешения командования. Представители власти дали указание красноармейцам: «Брать все, оставить четыре стены и одежду, чтобы прикрыть нагое тело». Всё изъятое имущество было брошено и частично украдено младшим командным составом и красноармейцами. Расследование 243 стрелкового полка в репрессиях велось под личным контролем К. Е. Ворошилова, о событиях в Медыни доложили И. В. Сталину. «Медынское дело» стало нарицательным, оно часто упоминалось в директивах, запрещающих использовать части Красной Армии в раскулачивании, переселении, подавлении крестьянских выступлений и других карательных операциях .
В период с 1930 по 1933 годы в Медыни планируется строительство спичечной фабрики
С 27 сентября 1937 года Медынский район перешёл в состав вновь образованной Смоленской области. Медынская тюрьма, представлявшая собой двухэтажное кирпичное здание, входила в подчинение Смоленскому управлению НКВД.
С началом Великой Отечественной войны, в августе-октябре 1941 года город подвергался бомбардировкам с воздуха и артобстрелам, был частично разрушен. В начале октября 1941 года в районе Медыни сражался передовой отряд, созданный из 6-й роты Подольского пехотного училища под командованием старшего лейтенанта Л. А. Мамчича, усиленный артдивизионом капитана Я. С. Россикова. Город был оккупирован частями 4-й армии вермахта к исходу 12 октября 1941 года. Во время оккупаци в Медыни находился 6-й армейский сборно-пересыльный пункт для советских военнопленных и гражданского населения, где погибло большое число бойцов и командиров Красной армии.
В начале января 1942 года на Медынской земле, в полосе наступления 43 армии, действовала парашютно-десантная группа майора И. Г. Старчака.
Операция за освобождение Медыни началась 12 января 1942 года.
14 января 1942 года город Медынь и близлежащие посёлки были освобождены бойцами 17-й стрелковой дивизии, 12-го и 475-го стрелковых полков 53-й стрелковой дивизии, 10-й воздушно-десантной бригады 5-го воздушно-десантного корпуса, 26-й танковой бригады 43-й армии Западного фронта в ходе Ржевско-Вяземской операции.
Потери только 282-го пехотного полка 98-й пехотной дивизии вермахта в районе Медыни, составили: 56 офицеров, 1916 унтер-офицеров и рядовых. В других полках дивизии дела обстояли не лучше.
5 июля 1944 года Медынский район перешёл в состав вновь образованной Калужской области. Медынь развивается как районный центр.
В 1965 году в Медыни начали действовать машинно-счетная станция, реорганизованная впоследствии в РИВЦ и АТС на 500 номеров телефонов.

## Население
| 1857  | 1897  | 1913  | 1920  | 1923  | 1926  | 1931  | 1939  | 1959  | 1970  | 1979  | 1989  |
| ----- | ----- | ----- | ----- | ----- | ----- | ----- | ----- | ----- | ----- | ----- | ----- |
| 5829  | ↘4387 | ↗4509 | ↘3825 | ↗4230 | ↗5399 | ↗5498 | ↗5829 | ↗6278 | ↗7959 | ↗8812 | ↘8364 |
| 1992  | 1996  | 1998  | 2000  | 2001  | 2002  | 2003  | 2005  | 2006  | 2007  | 2008  | 2009  |
| ↗8400 | ↘8200 | →8200 | ↘8100 | ↘8000 | ↘7940 | ↘7900 | ↘7800 | →7800 | ↘7700 | →7700 | ↗7776 |
| 2010  | 2011  | 2012  | 2013  | 2014  | 2015  | 2016  | 2017  | 2018  | 2019  | 2020  | 2021  |
| ↗8300 | ↘8277 | ↘8136 | ↘7913 | ↘7830 | ↘7713 | ↗7849 | ↗8032 | ↗8109 | ↗8133 | ↗8239 | ↘8200 |
| 2023  |       |       |       |       |       |       |       |       |       |       |       |
| ↘8042 |       |       |       |       |       |       |       |       |       |       |       |

На 1 января 2025 года по численности населения город находился на 979-м месте из 1124 городов Российской Федерации.
Национальный состав
По итогам переписи населения 2020 года проживали следующие национальности (национальности менее 0,1 % и другое, см. в сноске к строке «Другие»):
| Национальность | Численность, чел. | Доля     |
| -------------- | ----------------- | -------- |
| Русские        | 6844              | 83,46 %  |
| Армяне         | 261               | 3,18 %   |
| Таджики        | 217               | 2,65 %   |
| Узбеки         | 101               | 1,23 %   |
| Украинцы       | 51                | 0,62 %   |
| Азербайджанцы  | 35                | 0,43 %   |
| Цыгане         | 23                | 0,28 %   |
| Белорусы       | 22                | 0,27 %   |
| Грузины        | 21                | 0,26 %   |
| Молдаване      | 13                | 0,16 %   |
| Гагаузы        | 11                | 0,13 %   |
| Другие         | 601               | 7,33 %   |
| Итого          | 8200              | 100,00 % |

## Местное самоуправление

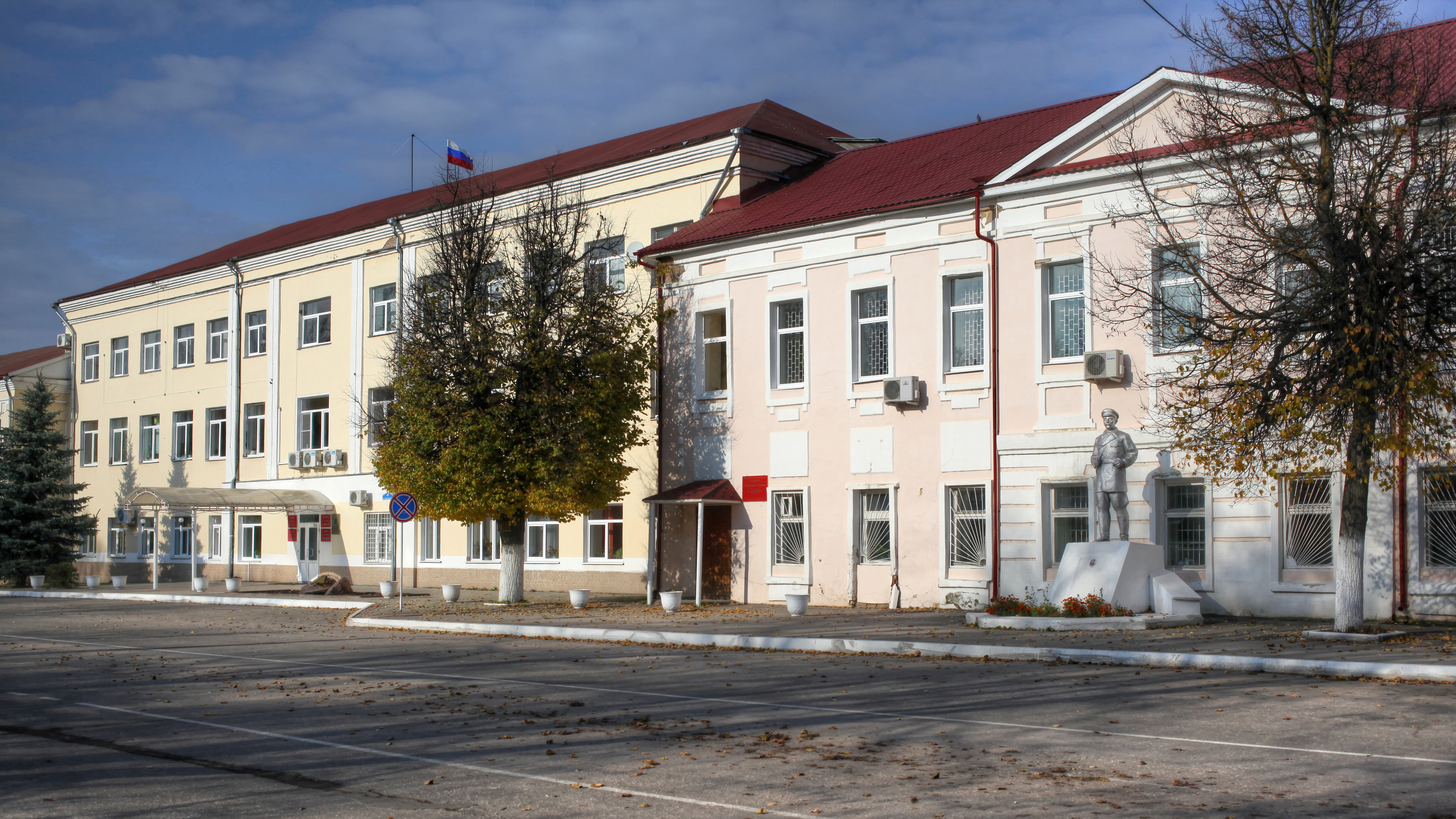
Здание городской думы города Медынь и администрации Медынского района.

Устав городского поселения «город Медынь» ппринят городской думой 27 октября 2005 года. Структуру органов местного самоуправления Медыни составляют: представительный орган города — городская дума, глава города, контрольно-счетная комиссия. Администрация города Медынь с 2015 года не образуется. Полномочия администрации городского поселения возлагаются на администрацию Медынского района.
Городская дума состоит из 10 депутатов, избранных на муниципальных выборах на основе всеобщего равного и прямого избирательного права при тайном голосовании. Глава города избирается городской думой из своего состава и исполняет полномочия её председателя. 13 сентября 2020 года избран четвёртый созыв городской думы (2020—2025). Здание городской думы находится на улице Луначарского, д. 45.

## Экономика

### Промышленные предприятия
- Агрохолдинг АО «МосМедыньагропром»
- предприятия по заготовке и обработке древесины.
- Медынский завод пластиковой упаковки (МЗПУ)
- Кинокомплекс Военфильм-Медынь[76]

### Малое предпринимательство
В Медыни хорошо развито пчеловодство. В начале 2000-х годов в пригороде Медыни построил пасеку бывший мэр Москвы Юрий Лужков.

## Транспорт

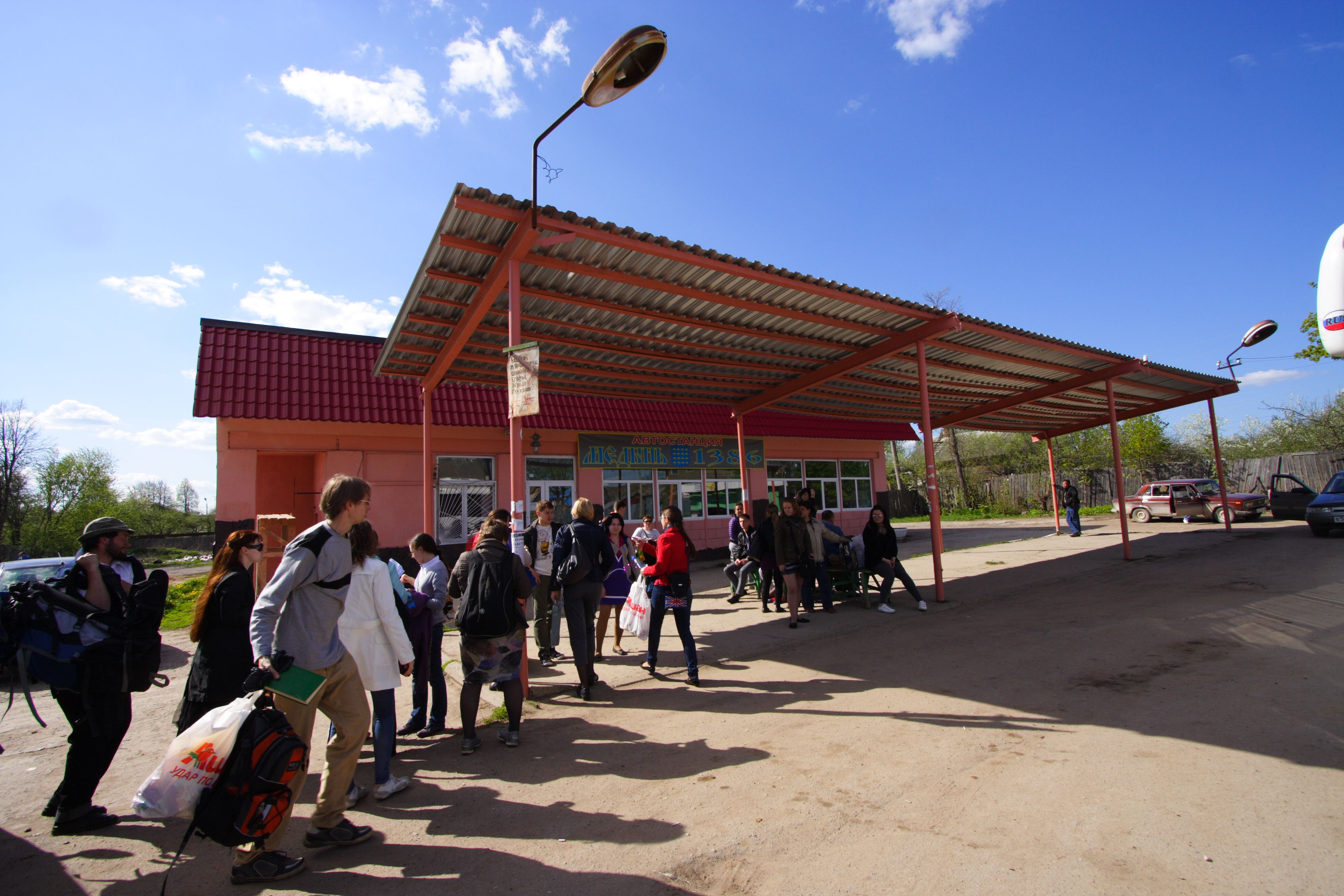
На автостанции «Медынь», 2011 год

Через города проходит автомобильная дорога федерального значения А130 «Москва — Малоярославец — Рославль — граница с Белоруссией» (бывшая А-101). Она связывает Медынь с городами Малоярославец и Обнинск на востоке и Юхнов и Рославль на юго-западе. На севере автодорога Медынь-Верея ведёт к выезду на автомобильную дорогу федерального значения М1 «Беларусь» и на Можайск; на северо-западе автодорога связывает с селом Семёновское Можайского округа и посёлком Уваровка. На юго-востоке автодорога ведёт к выезду на автомобильную дорогу федерального значения М3 «Украина» и на Калугу.
В центе города расположена автостанция «Медынь». Перевозкой пассажиров занимается частные транспортные компании. Маршруты автобусов в Калугу, Малоярославец, посёлок Мятлево, сёла Износки, Шанский Завод, Передел, Егорье, деревни Глухово, Романово.

## Религия
В городе три каменных православных церкви, из них две действующие — Казанской Божией Матери (основана в 1836-м) и Покрова Пресвятой Богородицы (основана в 1905-м).
Древнейший собор Елены и Константина (основан в 1777-м) на настоящее время стоит в руинах.

## Спорт
С 2012 года в Медыни проводится Первенство мира по универсальному (русскому) бою. 

## Фильмы, которые снимали в городе
- «Кала́шников» — российский биографический фильм режиссёра Константина Буслова. Премьера состоялась 20 февраля 2020 года
- «Подольские курсанты» — исторический художественный фильм о подвиге курсантов при обороне Москвы осенью 1941 года.
- «Нелюбимый мой» — Мелодрама. Режиссёр: Сергей Быстрицкий.
- «Первый Оскар» — Режиссёр: Сергей Мокрицкий.

## Известные уроженцы
- Николай (Соколов) (1780-е — 1851) — епископ Боровский и Калужский.
- Алексей Гаврилович Лёвин (род. 1936) — советский и российский инженер-строитель;  Герой Социалистического Труда, кавалер ордена Ленина.
- Александр Сергеевич Пучков (род. 1948) — российский лётчик, полковник, заслуженный летчик-испытатель РФ. В 1987 году был отобран в ГКНИИ ВВС для работы по программе «Буран»[83].

## Статьи и публикации
- Юлия Алтухова. 14 января — День освобождения Медыни // Заря : газета. — 2011. — 14 января. — С. 1.